# Ariel Absalón
Absalón Gechman (n. Mandato británico de Palestina, 4 de octubre de 1923-f. Buenos Aires, Argentina; 11 de noviembre de 2006), más conocido como Ariel Absalón, fue un actor y director teatral con una amplia trayectoria en la escena argentina.

## Carrera
Ariel Absalón se inició en el teatro independiente a los 11 años de edad. A los 22 egresó del Conservatorio Nacional de Arte Escénico, poseyendo además, amplios conocimientos de dibujo, pintura y artes plásticas. Tuvo por maestros a Antonio Cunill Cabanellas, Alfredo de la Guardia y Vicente Fatone, habiendo asimilado preceptivas de Stanislavsky, Antoine y Copeau, entre otros.
Pasó por distintas compañías profesionales y teatros independientes, ingresó al Cervantes en 1956 y actuó en radioemisoras comerciales y en canales de T.V., permitiéndole adquirir una sólida experiencia, la cual despertó en él una irresistible atracción por manifestarse en las tareas directivas. Su capacidad directiva se manifestó en la puesta en escena de Las de Barranco, Ra-ta-ta-tá, entre otras. 
En calidad de actor se lució notablemente durante la época dorada cinematográfica argentina. Habiendo debutado en 1949 con el film argentino-chileno Esperanza, protagonizado por Jacob Ben-Ami y Aída Alberti, filmó en más de 15 películas junto a distinguidas figuras de la escena nacional como Ignacio Quirós, Alfredo Alcón, Graciela Borges, Atahualpa Yupanqui, Olga Zubarry, Roberto Escalada, Alberto Olmedo, Ubaldo Martínez, Nelly Láinez, Enzo Viena, Alita Román, Narciso Ibáñez Menta, entre muchas otras.
En televisión dirigió varios espectáculos, conduciendo frente a las cámaras a Tito Alonso, Ricardo Trigo, Fernando Vegal, Beatriz Taibo, Luis Tasca, Fernando Labat y otras primeras figuras. Además, dirigió y protagonizó varias fotonovelas de la revista Cine primicias junto a Sandra Mahler, Héctor Armendáriz, Iris Alonso, entre otros.

## Filmografía
| Año  | Película                   | Personaje               |
| ---- | -------------------------- | ----------------------- |
| 1949 | Esperanza                  | Marcelo Lombardi        |
| 1951 | De turno con la muerte     | Director teatral        |
| 1953 | El conde de Montecristo    | Alí                     |
| 1953 | El vampiro negro           | Ciego                   |
| 1956 | Oro bajo                   | Acordeonista            |
| 1958 | Procesado 1040             | Enrique "Quique" Medina |
| 1958 | Alto Paraná                | Padre Pajarito          |
| 1959 | Reportaje en el infierno   |                         |
| 1959 | Zafra                      | Arsenio                 |
| 1960 | Yo quiero vivir contigo    | Sr. Krieger             |
| 1961 | Don Frutos Gómez           |                         |
| 1963 | Las ratas                  | Profesor de piano       |
| 1963 | Los inocentes              |                         |
| 1963 | Barcos de papel            | Anticuario              |
| 1966 | Dos en el mundo            |                         |
| 1971 | Bajo el signo de la patria | Pío Tristán             |

## Teatro
En 1949, forma parte de la compañía de Alberto Rodríguez Muñoz presentando en el teatro SODRE de Uruguay un breve ciclo de producciones contemporáneas: "Yo voy más lejos" del uruguayo Enrique Amorim, "La hermosa gente" del escritor armenio-americano William Saroyan y "Un día de Octubre", de Georg Káiser. Así lo describía el periódico uruguayo "El bien público":
"El elenco de Rodríguez Muñoz agrupa a un conjunto de jóvenes elementos del teatro rioplatense, entre los que sobresalen la primera actriz argentina Lía Gravel, el actor Ariel Absalón, que acaba de efectuar un papel de importancia en la película "Esperanza", junto a Jacobo Ben Ami, y la actriz uruguaya Ofelia Gil San Martín."
El mismo diario, anunciando la cercanía del estreno, escribía en septiembre de 1949:
"El próximo jueves, en función nocturna, se presentará ante nuestro público el elenco del actor y director argentino Alberto Rodríguez Muñoz, con la obra del prestigioso escritor uruguayo Enrique Amorim intitulada "Yo voy más lejos". Además de la actriz Lía Gravel, primera figura femenina del conjunto, actuarán en esa obra en papeles protagónicos la actriz Ofelia Gil San Martín y el actor Ariel Absalón, cuya participación en realizaciones escénicas y cinematográficas en la vecina orilla fueron comentadas elogiosamente por la prensa porteña."
En 1950 se incorpora al grupo "Don Muelsa" y trabaja con estrellas como Norma Giménez, Alfredo Alcón, Francisco de Paula, Adolfo Linvel, Carlos Bellucci, entre otros.
En 1954 debuta como director con "La loca del Cielo", de Lenormand, en el Teatro Patagonia. A partir de allí dirigirá varias obras como "Lluvia", de Somérset Maugham, en el Teatro Lassalle del empresario Arturo Puig, "Nuestra piel", de Lacour, en el Teatro Rossini (1956) y "Una rienda para el mar", de Solly.
Luego formó parte del conjunto del Teatro Nacional Cervantes dónde actuó en Facundo de la Ciudadela (1956), Los Mellizos (1957), Asesinato en la catedral (1957),  Así es (si le parece) (1957) y en la comedia en tres actos titulada Los expedientes (1957) junto a reconocidos actores como Julio de Grazia, Juan José Edelman, Guillermo Bredeston, Miguel Bebán, María Elina Rúas, entre otros, bajo la dirección de Orestes Caviglia, Camilo Da Passano, Armando Discépolo y Osvaldo Bonet.
En 1959 trabaja como director de la obra Los dioses aburren de Malena Sandor, encabezada por Fernando Vegal, Leda Zanda y María Elina Rúas en el Teatro Lezama.
En la temporada 1961-1962 actuó en Il Corvo de Carlo Gozzi en el Teatro Caminito de La Boca. En este oportunidad interpretó a "Millo, el rey de Fratombosa" y compartió elenco con Jorge Luz, Aída Luz, Guillermo Helbling, entre otros.
En 1962  actuó en la obra Los hermanos Karamazov, junto a Miguel Narciso Bruse y Ricardo Trigo (h), presentado por "La Máscara", en el Colonial de Buenos Aires.
Entre otras de las comedias que dirigió y/o actuó se encuentran:
- La isla de la gente hermosa (1950), de Román Gómez Masía - Teatro Odeon (Actor). En esta obra fue el debut profesional de Alfredo Alcón.[9]
- La loca del cielo (1955), de Miguel Luis Coronatto - Teatro Patagonia (Director y actor).
- Facundo en la ciudadela (1956), de Vicente Barbieri - Teatro Cervantes (Actor).
- Los mellizos (1957), de Plauto - Teatro Cervantes (Actor).
- Asesinato en la catedral (1957), de T.S. Elliot - Teatro Nacional Cervantes (Actor).
- Las de Barranco (1961), de Gregorio de Laferrere -  Teatro La Plata (Director).[10]
- ¡Despierta...Isabel! (1965), de Graciela Teisaire - Teatro Buenos Aires (Director).
- La patada (1966), estrenada en el Teatro del Altillo.
- Ra-ta-ta-tá (1966), de Miguel Luis Coronatto - Teatro Del Laberinto (Director).
- Hay que respetar la corrupción (1966), de Miguel Luis Coronatto - Teatro Del Laberinto (Director).

Estas últimas dos obras cortas formaban parte del programa teatral Uno y dos presentado en el Teatro El Laberinto. Este espectáculo tuvo una crítica muy positiva en la revista Análisis:
"Pero, fundamentalmente, Uno y dos destaca la lúcida labor del director Ariel Absalón: su montaje es esclarecedor, de ritmo ágil, ingenioso y registra auténticos hallazgos escénicos. El elenco de Absalón, formado por actores profesionales, rinde en un buen nivel general sobre todo en el caso de Eduardo Muñoz y Anadela Arzón, porque los demás sin desentonar, son apenas discretos."